# Заповітна вулиця (Київ)
Запові́тна ву́лиця — вулиця в Солом'янському районі міста Києва, місцевість Совки. Пролягає від початку забудови (від проїзду без назви до Яблуневої вулиці) до вулиці Каменярів.
Прилучаються Сумська та Яблунева вулиці. 

## Історія
Вулиця виникла на межі 30–40-х років XX століття під назвою 158-ма Нова. Сучасна назва — з 1944 року.